# مكتبة الدوقة آنا أماليا
مكتبة الدوقة آنَا أماليا، (بالألمانية: Herzogin Anna Amalia Bibliothek) مكتبة عامة أسست عام 1766م، أنشأتها راعية الأدب والموسيقى الأميرة آنا أماليا براونشفايغ - فولفنبوته دوقة مقاطعة ( ساكسن - فايمار- أيزيناخ ) بولاية تورينغن الألمانية كمخزن للكتب في مقر الدوقية المسمّى (القلعة الخضراء "Grünes Schloss" ) عام 1761م ثم تطورت لتصبح مكتبة ومركزاً ثقافياً في مبنى خاص بها عام 1766م، تسلم إدارة المكتبة يوهان فولفانغ غوته بين عامي 1797 و1832م.
تحتوي المكتبة على مليون كتاب، 2000 مخطوطة أصلية من القرون الوسطى، 600 من السجلات الأثرية القديمة، 10 الآف خريطة و4000 مقطوعة ومخطوطة موسيقية.
أضيف لمخزون المكتبة قسم خاص للملاحم الموسيقية المملوكة للدوقة يصل تعدادها إلى 13000 ملحمة مما جعلها أكبر تجمع للمخطوطات الملحمية (الموسيقية والأدبية) على مستوى العالم، نقل محتواها بالكامل حفاظاً عليه من القصف الجوي أثناء الحرب العالمية الثانية، حصلت ترميمات وتوسعة للمكتبة عام 2001م بتكلفة 24 مليون دولار ومساحة إجمالية تقدر بـ 6,300 متر مربع.
عام 2004م تعرّض بعض مرافقها لحريقٍ أتلف 50000 محتوى منها 16000 مخطوطة نادرة و35 لوحة زيتية تاريخية وتضرر 62,000 مجلد بدرجات كبيرة، أعيد ترميم المباني مع بعض المخطوطات المتضررة عام 2007م بتكلفة إجمالية وصلت إلى 18 مليون دولار .

## وصلات خارجية
- The Duchess Anna Amalia Library - الموقع الرسمي بالإنجليزية
- BBC News